# Tomosvaryella tadzhikorum
Tomosvaryella tadzhikorum är en tvåvingeart som beskrevs av Kuznetzov 1994. Tomosvaryella tadzhikorum ingår i släktet Tomosvaryella och familjen ögonflugor. Inga underarter finns listade i Catalogue of Life.